# Mistrzostwa Świata w Hokeju na Lodzie 2014 (II Dywizja)
Mistrzostwa Świata w Hokeju na Lodzie II dywizji 2014 zostały rozegrane w dniach: 5-11 kwietnia Grupa B i 9-15 kwietnia Grupa A.
W mistrzostwach Dywizji II uczestniczyło 12 zespołów, które zostały podzielone na dwie grupy po 6 zespołów. Zgodnie z formatem zawody Dywizji II odbyły się w dwóch grupach: Grupa A w Serbii (Belgrad), a Grupa B w Hiszpanii (Jaca). W mistrzostwach Dywizji II uczestniczy 12 zespołów. Reprezentacje grały systemem każdy z każdym. Pierwsza drużyna turnieju Grupy A awansowały do mistrzostw świata Pierwszej Dywizji Grupy B w 2015 roku, ostatni zespół Grupy A został zdegradowany i w 2015 roku zagra w Grupie B. Jego miejsce za rok zajmie zwycięzca turnieju w Grupie B. Najsłabsza drużyna Grupy B spadła do Dywizji III.
Hale, w której odbyły się zawody:
- Ice Rink Pionir (Belgrad)
- Pabellon de Hielo (Jaca)

## Grupa A
Wyniki
| 9 kwietnia 2014 | Islandia | 1:4 | Estonia | Ice Rink Pionir, Belgrad |

| Szczegóły      | Szczegóły               | Szczegóły       | Szczegóły                                                                                   | Szczegóły                             |
| -------------- | ----------------------- | --------------- | ------------------------------------------------------------------------------------------- | ------------------------------------- |
| Godzina: 13:00 | E. Alengard (PP1) 26:31 | (0:1, 1:2, 0:1) | 16:57 (PP1) W. Bobkow 28:34 (PP1) W. Titarenko 32:41 (EQ) R. Andrejew 52:19 (EQ) A. Ossipow | Widzów: 50 Sędzia główny: Luka Kamsek |
| Godzina: 13:00 | 22 min. kar             |                 | 18 min. kar                                                                                 | Widzów: 50 Sędzia główny: Luka Kamsek |

| 9 kwietnia 2014 | Izrael | 4:3 pd. | Australia | Ice Rink Pionir, Belgrad |

| Szczegóły      | Szczegóły                                                                               | Szczegóły            | Szczegóły                                                      | Szczegóły                                 |
| -------------- | --------------------------------------------------------------------------------------- | -------------------- | -------------------------------------------------------------- | ----------------------------------------- |
| Godzina: 16:30 | D. Mazour (EQ) 47:04 D. Mazour (EQ) 53:56 A.Eizenman (PP2) 59:54 O. Eizenman (EQ) 64:44 | (0:1, 0:1, 3:1, 1:0) | 08:15 (SH1) C. Todd 37:03 (EQ) W. Cliff 58:15 (PS) B. McDowell | Widzów: 27 Sędzia główny: Przemysław Kępa |
| Godzina: 16:30 | 10 min. kar                                                                             |                      | 22 min. kar                                                    | Widzów: 27 Sędzia główny: Przemysław Kępa |

| 9 kwietnia 2014 | Belgia | 8:3 | Serbia | Ice Rink Pionir, Belgrad |

| Szczegóły      | Szczegóły | Szczegóły       | Szczegóły                                                              | Szczegóły                               |
| -------------- | --- | --------------- | ---------------------------------------------------------------------- | --------------------------------------- |
| Godzina: 20:30 | D. Swinnen (EQ) 03:48 T. Dewin (EQ) 09:57 D. Swinnen (EQ) 14:23 L. Maas (EQ) 32:15 B. Kolodziejczyk (EQ) 37:34 M. Morgan (SH1) 41:52 M. Pellegrims (EQ) 52:02 M. Pellegrims (PP1) 55:34 | (3:0, 2:2, 3:1) | 21:36 (SH1) M. Kovacević 34:56 (EQ) M. Kovacević 54:46 (PP1) A. Lukovć | Widzów: 1021 Sędzia główny: Tom Darnell |
| Godzina: 20:30 | 16 min. kar |                 | 36 min. kar                                                            | Widzów: 1021 Sędzia główny: Tom Darnell |

| 10 kwietnia 2014 | Estonia | 5:1 | Australia | Ice Rink Pionir, Belgrad |

| Szczegóły      | Szczegóły | Szczegóły       | Szczegóły          | Szczegóły                                 |
| -------------- | --- | --------------- | ------------------ | ----------------------------------------- |
| Godzina: 13:00 | A. Gornostajew (EQ) 05:13 A. Makrov (PP1) 14:10 R. Rooba (SH1) 15:30 A. Makrov (EQ) 17:43 A. Sibirtsew (EQ) 29:09 | (4:1, 1:0, 0:0) | 11:18 (EQ) C. Todd | Widzów: 23 Sędzia główny: Przemysław Kępa |
| Godzina: 13:00 | 4 min. kar |                 | 12 min. kar        | Widzów: 23 Sędzia główny: Przemysław Kępa |

| 10 kwietnia 2014 | Belgia | 3:6 | Islandia | Ice Rink Pionir, Belgrad |

| Szczegóły      | Szczegóły                                                        | Szczegóły       | Szczegóły | Szczegóły                             |
| -------------- | ---------------------------------------------------------------- | --------------- | --- | ------------------------------------- |
| Godzina: 16:30 | J. Engelen (EQ) 02:09 V. Morgan (EQ) 06:28 D. Geerts (PP1) 30:56 | (2:2, 1:0, 0:4) | 05:27 (EQ) J. Gislason 14:39 (EQ) R.Hedstrom 42:11 (EQ) R.Hedstrom 49:38 (PP1) J. Gislason 55:12 (EQ) B. Bergmann 59:55 (EQ, ENG) R.Hedstrom | Widzów: 72 Sędzia główny: Tom Darnell |
| Godzina: 16:30 | 14 min. kar                                                      |                 | 20 min. kar | Widzów: 72 Sędzia główny: Tom Darnell |

| 10 kwietnia 2014 | Serbia | 10:6 | Izrael | Ice Rink Pionir, Belgrad |

| Szczegóły      | Szczegóły | Szczegóły       | Szczegóły | Szczegóły                                      |
| -------------- | --- | --------------- | --- | ---------------------------------------------- |
| Godzina: 20:00 | M. Babić (EQ) 00:24 N. Vucurević (PP1) 03:33 N. Vucurević (EQ) 05:40 M. Kovacević (PP2) 16:02 M. Babić (EQ) 22:55 N. Janković (EQ) 34:21 M. Kovacević (PP1) 45:46 M. Kovacević (EQ) 50:37 D. Filipović (EQ) 57:22 N. Vucurević (EQ) 58:42 | (4:0, 2:3, 4:3) | 36:21 (PP2) S. Frenkel 37:46 (PP2) D. Mazour 39:16 (PP1) E. Sherbatov 40:33 (EQ) A.Eizenman 43:44 (EQ) R. Oz 51:13 (EQ) A.Eizenman | Widzów: 1124 Sędzia główny: Alexandre Bourreau |
| Godzina: 20:00 | 22 min. kar |                 | 36 min. kar | Widzów: 1124 Sędzia główny: Alexandre Bourreau |

| 12 kwietnia 2014 | Belgia | 4:3 pd. | Izrael | Ice Rink Pionir, Belgrad |

| Szczegóły      | Szczegóły                                                                                    | Szczegóły            | Szczegóły                                                             | Szczegóły                                      |
| -------------- | -------------------------------------------------------------------------------------------- | -------------------- | --------------------------------------------------------------------- | ---------------------------------------------- |
| Godzina: 13:00 | B. Kolodziejczyk (EQ) 13:42 V. Morgan (PP1) 26:24 D. Geerts (EQ) 28:16 D. Swinnen (EQ) 61:19 | (1:3, 2:0, 0:0, 1:0) | 06:30 (EQ) S. Frenkel 08:52 (PP1) E. Sherbatov 17:48 (EQ) O. Eizenman | Widzów: 300 Sędzia główny: Aleksandre Bourreau |
| Godzina: 13:00 | 4 min. kar                                                                                   |                      | 6 min. kar                                                            | Widzów: 300 Sędzia główny: Aleksandre Bourreau |

| 12 kwietnia 2014 | Islandia | 3:2 pd. | Australia | Ice Rink Pionir, Belgrad |

| Szczegóły      | Szczegóły                                                           | Szczegóły            | Szczegóły                                | Szczegóły                              |
| -------------- | ------------------------------------------------------------------- | -------------------- | ---------------------------------------- | -------------------------------------- |
| Godzina: 16:30 | R.Hedstrom (EQ) 02:33 J. Leifsson (EQ) 56:16 J. Leifsson (EQ) 61:00 | (1:0, 0:2, 1:0, 1:0) | 26:54 (PP1) T. Graham 33:42 (EQ) G. Oddy | Widzów: 300 Sędzia główny: Tom Darnell |
| Godzina: 16:30 | 2 min. kar                                                          |                      | 10 min. kar                              | Widzów: 300 Sędzia główny: Tom Darnell |

| 12 kwietnia 2014 | Estonia | 5:2 | Serbia | Ice Rink Pionir, Belgrad |

| Szczegóły      | Szczegóły                                                                                                   | Szczegóły       | Szczegóły                                        | Szczegóły                               |
| -------------- | --- | --------------- | ------------------------------------------------ | --------------------------------------- |
| Godzina: 20:00 | W. Wirjassow (EQ) 11:42 R. Rooba (EQ) 23:36 J. Sorokin (EQ) 26:05 R. Rooba (EQ) 46:17 A. Ossipow (EQ) 51:30 | (1:1, 2:0, 2:1) | 08:17 (PP1) D. Filipović 41:43 (EQ) N. Vucurević | Widzów: 1274 Sędzia główny: Luka Kamsek |
| Godzina: 20:00 | 12 min. kar                                                                                                 |                 | 8 min. kar                                       | Widzów: 1274 Sędzia główny: Luka Kamsek |

| 14 kwietnia 2014 | Australia | 7:1 | Belgia | Ice Rink Pionir, Belgrad |

| Szczegóły      | Szczegóły | Szczegóły       | Szczegóły             | Szczegóły                                     |
| -------------- | --- | --------------- | --------------------- | --------------------------------------------- |
| Godzina: 13:00 | L. Webster (EQ) 03:47 B. McDowell (PP1) 13:34 J. Harding (PP1) 23:15 T. Powell (EQ) 28:34 J. Harding (PP1) 34:50 M. Schlamp (PP1) 38:32 M. Humphries (EQ) 54:36 | (2:0, 4:1, 1:0) | 37:00 (EQ) D. Swinnen | Widzów: 310 Sędzia główny: Alexandre Bourreau |
| Godzina: 13:00 | 37 min. kar |                 | 12 min. kar           | Widzów: 310 Sędzia główny: Alexandre Bourreau |

| 14 kwietnia 2014 | Izrael | 3:16 | Estonia | Ice Rink Pionir, Belgrad |

| Szczegóły      | Szczegóły                                                              | Szczegóły       | Szczegóły | Szczegóły                              |
| -------------- | ---------------------------------------------------------------------- | --------------- | --- | -------------------------------------- |
| Godzina: 16:30 | D. Golodnizky (EQ) 23:22 D. Mazour (SH1) 44:00 E. Sherbatov (EQ) 53:13 | (0:6, 1:4, 2:6) | 03:55 (EQ) A. Gornostajew 08:01 (EQ) A. Sibirtsew 09:26 (EQ) K. Parras 12:26 (EQ) J. Sorokin 13:10 (EQ) R. Rooba 19:11 (EQ) A. Makrov 22:01 (EQ) A. Gornostajew 25:07 (EQ) A. Makrov 27:27 (PP1) R. Andrejew 33:02 (EQ) W. Wirjassow 45:07 (EQ) A. Ossipow 45:35 (EQ) W. Titarenko 48:42 (EQ) W. Bobkow 53:22 (EQ) W. Titarenko 56:43 (EQ) A. Kuznetsow 59:32 (EQ) A. Sibirtsew | Widzów: 320 Sędzia główny: Luka Kamsek |
| Godzina: 16:30 | 24 min. kar                                                            |                 | 16 min. kar | Widzów: 320 Sędzia główny: Luka Kamsek |

| 14 kwietnia 2014 | Serbia | 3:4 pk. | Islandia | Ice Rink Pionir, Belgrad |

| Szczegóły      | Szczegóły                                                              | Szczegóły                 | Szczegóły                                                                               | Szczegóły                                   |
| -------------- | ---------------------------------------------------------------------- | ------------------------- | --------------------------------------------------------------------------------------- | ------------------------------------------- |
| Godzina: 20:00 | M. Kovacević (EQ) 26:05 M. Kovacević (EQ) 40:25 N. Janković (EQ) 46:00 | (0:2, 1:1, 3:1, 0:0, 0:1) | 03:16 (EQ) E. Alengard 17:47 (EQ) P. Maack 23:53 (EQ) R.Hedstrom 65:00 (PS) E. Alengard | Widzów: 1321 Sędzia główny: Przemysław Kępa |
| Godzina: 20:00 | 12 min. kar                                                            |                           | 4 min. kar                                                                              | Widzów: 1321 Sędzia główny: Przemysław Kępa |

| 15 kwietnia 2014 | Estonia | 6:1 | Belgia | Ice Rink Pionir, Belgrad |

| Szczegóły      | Szczegóły | Szczegóły       | Szczegóły                   | Szczegóły                              |
| -------------- | --- | --------------- | --------------------------- | -------------------------------------- |
| Godzina: 13:30 | A. Gornostajew (EQ) 21:51 A. Gornostajew (EQ) 22:10 R. Rooba (PP1) 34:42 A. Makrov (EQ) 38:59 R. Andrejew (PP1) 44:24 R. Rooba (PP1) 52:59 | (0:0, 4:1, 2:0) | 35:47 (EQ) B. Kolodziejczyk | Widzów: 305 Sędzia główny: Tom Darnell |
| Godzina: 13:30 | 12 min. kar |                 | 20 min. kar                 | Widzów: 305 Sędzia główny: Tom Darnell |

| 15 kwietnia 2014 | Islandia | 4:3 pk. | Izrael | Ice Rink Pionir, Belgrad |

| Szczegóły      | Szczegóły                                                                                  | Szczegóły                 | Szczegóły                                                         | Szczegóły                                  |
| -------------- | ------------------------------------------------------------------------------------------ | ------------------------- | ----------------------------------------------------------------- | ------------------------------------------ |
| Godzina: 16:30 | E. Alengard (EQ) 06:00 A. Helgason (EQ) 07:48 R.Hedstrom (EQ) 56:37 E. Alengard (PS) 65:00 | (2:2, 0:1, 1:0, 0:0, 1:0) | 04:44 (EQ) O. Eizenman 16:11 (EQ) D. Elrich 21:06 (PP1) D. Elrich | Widzów: 368 Sędzia główny: Przemysław Kępa |
| Godzina: 16:30 | 6 min. kar                                                                                 |                           | 2 min. kar                                                        | Widzów: 368 Sędzia główny: Przemysław Kępa |

| 15 kwietnia 2014 | Australia | 0:1 | Serbia | Ice Rink Pionir, Belgrad |

| Szczegóły      | Szczegóły  | Szczegóły       | Szczegóły               | Szczegóły                               |
| -------------- | ---------- | --------------- | ----------------------- | --------------------------------------- |
| Godzina: 20:00 |            | (0:0, 0:0, 0:1) | 57:45 (EQ) N. Vucurević | Widzów: 1100 Sędzia główny: Luka Kamsek |
| Godzina: 20:00 | 8 min. kar |                 | 8 min. kar              | Widzów: 1100 Sędzia główny: Luka Kamsek |

Tabela
| Lp. | Zespół    | M | Z | Zd | Pd | P | G+ | G- | +/- | Pkt |
| --- | --------- | - | - | -- | -- | - | -- | -- | --- | --- |
| 1   | Estonia   | 5 | 5 | 0  | 0  | 0 | 36 | 8  | +28 | 15  |
| 2   | Islandia  | 5 | 1 | 3  | 0  | 1 | 18 | 15 | +3  | 9   |
| 3   | Serbia    | 5 | 2 | 0  | 1  | 2 | 19 | 23 | -4  | 7   |
| 4   | Australia | 5 | 1 | 0  | 2  | 2 | 13 | 14 | -1  | 5   |
| 5   | Belgia    | 5 | 1 | 1  | 0  | 3 | 17 | 25 | -8  | 5   |
| 6   | Izrael    | 5 | 0 | 1  | 2  | 3 | 19 | 37 | -18 | 4   |

      = awans do I dywizji grupy B       = utrzymanie w II dywizji grupy A       = spadek do II dywizji grupy B

## Grupa B
Wyniki
| 5 kwietnia 2014 | Nowa Zelandia | 6:3 | Turcja | Pabellon de Hielo, Jaca |

| Szczegóły      | Szczegóły                                                                                           | Szczegóły       | Szczegóły                                                          | Szczegóły                             |
| -------------- | --------------------------------------------------------------------------------------------------- | --------------- | ------------------------------------------------------------------ | ------------------------------------- |
| Godzina: 13:00 | A. Cox (PP1) 11:32 L. Pickering (EQ) 19:20 J. Hay (EQ) 29:26 A. Cox (EQ) 47:06 B. Haines (EQ) 55:11 | (2:2, 2:0, 2:1) | 09:23 (EQ) Al. Kocoglu 16:07 (EQ) Al. Kocoglu 58:25 (EQ) S. Akturk | Widzów: 120 Sędzia główny: Maxim Urda |
| Godzina: 13:00 | 12 min. kar                                                                                         |                 | 10 min. kar                                                        | Widzów: 120 Sędzia główny: Maxim Urda |

| 5 kwietnia 2014 | Południowa Afryka | 1:4 | Chiny | Pabellon de Hielo, Jaca |

| Szczegóły      | Szczegóły           | Szczegóły       | Szczegóły                                                                         | Szczegóły                                  |
| -------------- | ------------------- | --------------- | --------------------------------------------------------------------------------- | ------------------------------------------ |
| Godzina: 16:30 | P. Woolf (EQ) 50:39 | (0:1, 0:1, 1:2) | 10:31 (EQ) Li Z. 37:25 (EQ) Zhang H. 41:35 (EQ) Zhang Ch. 59:18 (EQ, ENG) Chen L. | Widzów: 450 Sędzia główny: Djordje Fazekas |
| Godzina: 16:30 | 8 min. kar          |                 | 6 min. kar                                                                        | Widzów: 450 Sędzia główny: Djordje Fazekas |

| 5 kwietnia 2014 | Meksyk | 3:5 | Hiszpania | Pabellon de Hielo, Jaca |

| Szczegóły      | Szczegóły                                                          | Szczegóły       | Szczegóły                                                                                                   | Szczegóły                                       |
| -------------- | ------------------------------------------------------------------ | --------------- | --- | ----------------------------------------------- |
| Godzina: 20:30 | H. Carrero (EQ) 35:05 H. Majul (PS) 54:28 B. Arroyo (EQ, EA) 59:20 | (0:1, 1:3, 2:1) | 09:02 (EQ) O. Boronat 20:16 (EQ) P. Gonzalez 25:33 (PP2) J. Muñoz 31:30 (EQ) P. Fuentes 59:44 (EQ) J. Muñoz | Widzów: 2350 Sędzia główny: Michele Gastaldelli |
| Godzina: 20:30 | 12 min. kar                                                        |                 | 6 min. kar                                                                                                  | Widzów: 2350 Sędzia główny: Michele Gastaldelli |

| 6 kwietnia 2014 | Turcja | 2:4 | Południowa Afryka | Pabellon de Hielo, Jaca |

| Szczegóły      | Szczegóły                               | Szczegóły       | Szczegóły                                                                        | Szczegóły                                      |
| -------------- | --------------------------------------- | --------------- | -------------------------------------------------------------------------------- | ---------------------------------------------- |
| Godzina: 13:00 | F. Faner (EQ) 13:54 A. Solak (EQ) 22:36 | (1:1, 1:2, 0:1) | 05:57 (EQ) W. Krotz 37:10 (EQ) M. Giot 38:20 (EQ) U. Samaai 58:38 (EQ) U. Samaai | Widzów: 381 Sędzia główny: Michele Gastaldelli |
| Godzina: 13:00 | 8 min. kar                              |                 | 10 min. kar                                                                      | Widzów: 381 Sędzia główny: Michele Gastaldelli |

| 6 kwietnia 2014 | Nowa Zelandia | 0:5 | Meksyk | Pabellon de Hielo, Jaca |

| Szczegóły      | Szczegóły   | Szczegóły       | Szczegóły | Szczegóły                                    |
| -------------- | ----------- | --------------- | --- | -------------------------------------------- |
| Godzina: 16:30 |             | (0:1, 0:2, 0:2) | 19:39 (EQ) C. Gomez 24:17 (EQ) M. Escandon 39:50 (PP1) H. Majul 54:59 (EQ) H. Majul 57:54 (EQ) E.A. Samperio | Widzów: 600 Sędzia główny: Shinichi Takizawa |
| Godzina: 16:30 | 14 min. kar |                 | 10 min. kar                                                                                                  | Widzów: 600 Sędzia główny: Shinichi Takizawa |

| 6 kwietnia 2014 | Hiszpania | 4:0 | Chiny | Pabellon de Hielo, Jaca |

| Szczegóły      | Szczegóły                                                                             | Szczegóły       | Szczegóły   | Szczegóły                              |
| -------------- | ------------------------------------------------------------------------------------- | --------------- | ----------- | -------------------------------------- |
| Godzina: 20:00 | O. Boronat (EQ) 02:46 O. Boronat (EQ) 52:40 P. Muñoz (EQ) 54:08 G. Betran (PP1) 56:51 | (1:0, 0:0, 3:0) |             | Widzów: 2350 Sędzia główny: Maxim Urda |
| Godzina: 20:00 | 12 min. kar                                                                           |                 | 32 min. kar | Widzów: 2350 Sędzia główny: Maxim Urda |

| 8 kwietnia 2014 | Meksyk | 7:4 | Chiny | Pabellon de Hielo, Jaca |

| Szczegóły      | Szczegóły | Szczegóły       | Szczegóły                                                                     | Szczegóły                                    |
| -------------- | --- | --------------- | ----------------------------------------------------------------------------- | -------------------------------------------- |
| Godzina: 13:00 | L.D. Gonzalez (EQ) 07:37 C. Gomez (EQ) 12:36 M. Colas (EQ) 26:54 H. Majul (EQ) 27:34 C. Kelo (EQ) 31:17 B. Arroyo (EQ) 45:28 A. Cervantes (EQ, ENG) 57:48 | (2:3, 3:1, 2:0) | 16:58 (EQ) Xia T. 17:56 (SH1) Chen L. 19:51 (EQ) Zhang Ch. 21:55 (PP1) Liu Q. | Widzów: 180 Sędzia główny: Shinichi Takizawa |
| Godzina: 13:00 | 6 min. kar |                 | 10 min. kar                                                                   | Widzów: 180 Sędzia główny: Shinichi Takizawa |

| 8 kwietnia 2014 | Nowa Zelandia | 4:2 | Południowa Afryka | Pabellon de Hielo, Jaca |

| Szczegóły      | Szczegóły                                                                    | Szczegóły       | Szczegóły                                 | Szczegóły                             |
| -------------- | ---------------------------------------------------------------------------- | --------------- | ----------------------------------------- | ------------------------------------- |
| Godzina: 16:30 | J. Hay (EQ) 39:19 A. Cox (EQ) 44:59 A. Cox (EQ) 49:48 A. Cox (EQ, ENG) 59:53 | (0:2, 1:0, 3:0) | 07:44 (EQ) G. Miller 16:21 (EQ) U. Samaai | Widzów: 300 Sędzia główny: Maxim Urda |
| Godzina: 16:30 | 8 min. kar                                                                   |                 | 8 min. kar                                | Widzów: 300 Sędzia główny: Maxim Urda |

| 8 kwietnia 2014 | Hiszpania | 8:0 | Turcja | Pabellon de Hielo, Jaca |

| Szczegóły      | Szczegóły | Szczegóły       | Szczegóły   | Szczegóły                                   |
| -------------- | --- | --------------- | ----------- | ------------------------------------------- |
| Godzina: 20:00 | J.J. Palacin (PP1) 15:30 P. Puyuelo (EQ) 15:39 O. Boronat (PP1) 26:04 J.J. Palacin (EQ) 31:02 G. Betran (EQ) 34:26 C. Quevedo (EQ) 41:48 O. Boronat (PP1) 49:41 J. Muñoz (PP1) 59:54 | (2:0, 3:0, 3:0) |             | Widzów: 2100 Sędzia główny: Djordje Fazekas |
| Godzina: 20:00 | 33 min. kar |                 | 34 min. kar | Widzów: 2100 Sędzia główny: Djordje Fazekas |

| 9 kwietnia 2014 | Chiny | 2:3 pd. | Nowa Zelandia | Pabellon de Hielo, Jaca |

| Szczegóły      | Szczegóły                               | Szczegóły            | Szczegóły                                               | Szczegóły                                  |
| -------------- | --------------------------------------- | -------------------- | ------------------------------------------------------- | ------------------------------------------ |
| Godzina: 13:00 | Zhang H. (PP1) 09:01 Chen L. (EQ) 17:52 | (2:1, 0:0, 0:1, 0:1) | 07:05 (PP1) A. Cox 57:40 (PP1) A. Cox 60:11 (EQ) A. Cox | Widzów: 210 Sędzia główny: Djordje Fazekas |
| Godzina: 13:00 | 14 min. kar                             |                      | 14 min. kar                                             | Widzów: 210 Sędzia główny: Djordje Fazekas |

| 9 kwietnia 2014 | Turcja | 1:5 | Meksyk | Pabellon de Hielo, Jaca |

| Szczegóły      | Szczegóły              | Szczegóły       | Szczegóły | Szczegóły                                      |
| -------------- | ---------------------- | --------------- | --- | ---------------------------------------------- |
| Godzina: 16:30 | An. Kocoglu (EQ) 21:25 | (0:2, 1:0, 0:3) | 09:37 (EQ) J. Ehlers 17:33 (EQ) A. Cervantes 40:16 (EQ) S. Sierra 44:45 (EQ) M. Escandon 58:14 (EQ) C. Gomez | Widzów: 150 Sędzia główny: Michele Gastaldelli |
| Godzina: 16:30 | 41 min. kar            |                 | 12 min. kar                                                                                                  | Widzów: 150 Sędzia główny: Michele Gastaldelli |

| 9 kwietnia 2014 | Południowa Afryka | 0:6 | Hiszpania | Pabellon de Hielo, Jaca |

| Szczegóły      | Szczegóły   | Szczegóły       | Szczegóły | Szczegóły                                     |
| -------------- | ----------- | --------------- | --- | --------------------------------------------- |
| Godzina: 20:00 |             | (0:1, 0:2, 0:3) | 03:32 (EQ) P. Muñoz 24:15 (EQ) P. Muñoz 37:50 (EQ) C. Quevedo 43:10 (EQ) A. Betran 48:00 (EQ) P. Puyuelo 51:33 (EQ) O. Boronat | Widzów: 1850 Sędzia główny: Shinichi Takizawa |
| Godzina: 20:00 | 10 min. kar |                 | 2 min. kar | Widzów: 1850 Sędzia główny: Shinichi Takizawa |

| 11 kwietnia 2014 | Meksyk | 3:1 | Południowa Afryka | Pabellon de Hielo, Jaca |

| Szczegóły      | Szczegóły                                                            | Szczegóły       | Szczegóły            | Szczegóły                                  |
| -------------- | -------------------------------------------------------------------- | --------------- | -------------------- | ------------------------------------------ |
| Godzina: 13:00 | A. Cervantes (EQ) 24:06 M. Escandon (PP1) 54:04 B. Arroyo (EQ) 56:07 | (0:0, 1:0, 2:1) | 47:40 (EQ) U. Samaai | Widzów: 138 Sędzia główny: Djordje Fazekas |
| Godzina: 13:00 | 10 min. kar                                                          |                 | 10 min. kar          | Widzów: 138 Sędzia główny: Djordje Fazekas |

| 11 kwietnia 2014 | Chiny | 4:6 | Turcja | Pabellon de Hielo, Jaca |

| Szczegóły      | Szczegóły                                                                 | Szczegóły       | Szczegóły | Szczegóły                                    |
| -------------- | ------------------------------------------------------------------------- | --------------- | --- | -------------------------------------------- |
| Godzina: 16:30 | Liu Q. (PP1) 14:30 Liu Q. (EQ) 23:17 Bao J. (EQ) 36:54 Xia T. (SH1) 38:51 | (1:3, 3:3, 0:0) | 11:08 (EQ) Al. Kocoglu 18:14 (PP1) S. Semiz 19:49 (EQ) Al. Kocoglu 21:05 (EQ) G. Hamarat 24:35 (EQ) E. Coskun 26:59 (EQ) S. Akturk | Widzów: 150 Sędzia główny: Shinichi Takizawa |
| Godzina: 16:30 | 10 min. kar                                                               |                 | 6 min. kar | Widzów: 150 Sędzia główny: Shinichi Takizawa |

| 11 kwietnia 2014 | Hiszpania | 6:2 | Nowa Zelandia | Pabellon de Hielo, Jaca |

| Szczegóły      | Szczegóły | Szczegóły       | Szczegóły                              | Szczegóły                              |
| -------------- | --- | --------------- | -------------------------------------- | -------------------------------------- |
| Godzina: 20:00 | J.J. Palacin (EQ) 03:44 A. Ubieto (PP1) 21:02 O. Boronat (EQ) 28:31 A. Betran (EQ) 29:15 O. Boronat (PP1) 35:46 O. Boronat (EQ) 44:39 | (1:1, 4:1, 1:0) | 05:01 (SH1) A. Cox 34:05 (EQ) M. Frear | Widzów: 2350 Sędzia główny: Maxim Urda |
| Godzina: 20:00 | 14 min. kar |                 | 34 min. kar                            | Widzów: 2350 Sędzia główny: Maxim Urda |

Tabela
| Lp. | Zespół            | M | Z | Zd | Pd | P | G+ | G- | +/- | Pkt |
| --- | ----------------- | - | - | -- | -- | - | -- | -- | --- | --- |
| 1   | Hiszpania         | 5 | 5 | 0  | 0  | 0 | 29 | 5  | +24 | 15  |
| 2   | Meksyk            | 5 | 4 | 0  | 0  | 1 | 23 | 11 | +12 | 12  |
| 3   | Nowa Zelandia     | 5 | 2 | 1  | 0  | 2 | 15 | 18 | -3  | 8   |
| 4   | Chiny             | 5 | 1 | 0  | 1  | 3 | 14 | 21 | -7  | 4   |
| 5   | Południowa Afryka | 5 | 1 | 0  | 0  | 4 | 8  | 19 | -11 | 3   |
| 6   | Turcja            | 5 | 1 | 0  | 0  | 4 | 12 | 27 | -15 | 3   |

      = awans do dywizji II Grupy A       = utrzymanie w dywizji II grupy B       = spadek do dywizji III